# Jaciment de Messel
El jaciment de Messel és una antiga pedrera de pissarra bituminosa situada prop de Messel (Alemanya). Té una gran importància geològica i paleontològica per la multitud de fòssils que s'hi han trobat. Fou declarat Patrimoni de la Humanitat el 9 de desembre del 1995.
Messel és el millor jaciment paleontològic del món per conèixer el medi ambient de l'Eocè (56,0–33,9 milions d'anys enrere). El jaciment proporciona informació única en el seu gènere sobre les primeres etapes de l'evolució dels mamífers placentaris durant el Cenozoic. S'hi han trobat fòssils excepcionalment ben conservats, des d'esquelets perfectament articulats fins a continguts estomacals, que permeten estudiar en detall el nínxol ecològic que ocupaven en vida.

## Visites
Es poden veure troballes del jaciment al museu municipal de Messel, al Museu Estatal de Hessen a Darmstadt (a 5 km de Messel) i al Museu Senckenberg d'Història Natural de Frankfurt. Els visitants espontanis poden aparcar el cotxe a prop del jaciment i acostar-se a una plataforma d'observació des d'on es pot observar el jaciment. Entrar al jaciment en si només és possible en el marc d'una visita especialment programada.

## Característiques dels sediments
Tot i que la pedrera va començar a ser coneguda per la seva riquesa en fòssils als voltants del 1900, no hi va haver excavacions científiques serioses fins als anys setanta. El jaciment es troba aproximadament seixanta metres per sota del terreny local i té una superfície d'aproximadament 1 km². Fa cinquanta milions d'anys, quan es va formar durant el període Eocè, el jaciment es trobava 10° més al sud que avui en dia, i el seu clima i ecologia eren molt diferents. Hi havia múltiples llacs envoltats per densos boscos subtropicals que albergaven una increïble diversitat de formes de vida. El conjunt de llacs de Messel era probablement el punt central de drenatge dels rius i rierols propers. 

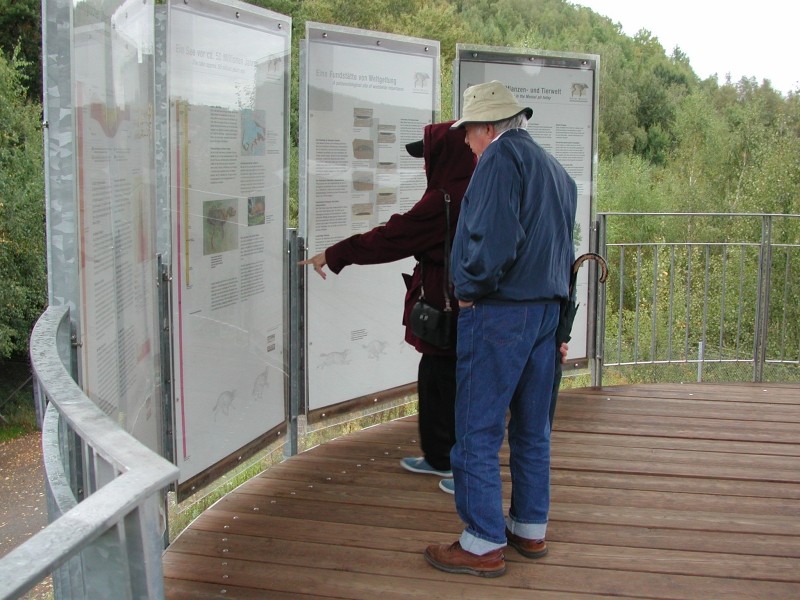
Panells d'informació als jaciments

Els sediments de la formació de Messel van ser dipositats durant el període Geiseltalià (Eocè mitjà) fa uns cinquanta milions d'anys. La roca principal que s'hi troba és la pissarra bituminosa, formada pel lent dipòsit anòxic de fang i plantes mortes al fons del llac. Els sediments s'estenen 130 metres cap avall i reposen sobre una capa de gres més antiga. Però el que fa que els fòssils del jaciment estiguin conservats tan bé i amb tanta claredat són les peculiars característiques sedimentàries del llac. La part superior del llac albergava segurament una diversitat d'organismes, però el fons no estava subjecte a corrents forts, creant un ambient molt anòxic. Això evitava que moltes espècies visquessin en aquest nínxol, de manera que la pertorbació biològica era mínima. Les inversions de les capes del llac, causades pels canvis d'estacions, reduïen el contingut d'oxigen de les capes superiors, provocant una «extinció» periòdica de les espècies aquàtiques. Juntament amb un ritme de dipòsit relativament baix (0,1 mm/any), això creava un ambient privilegiat per la conservació de la fauna i la flora.

## Erupcions de gas volcànic
Es creu que l'àrea que envolta el jaciment de Messel era geològicament i tectònica activa durant l'Eocè, cosa que fa que els científics capdavanters teoritzin que esdeveniments similars a l'alliberament de gas tòxic al llac Nyos (1986) podrien explicar la gran quantitat de fòssils d'espècies no aquàtiques. La inversió periòdica de les capes d'aigua podria haver alliberat grans concentracions de gasos reactius (com ara diòxid de carboni o sulfur d'hidrogen) al llac i als ecosistemes propers, matant els organismes vulnerables. Durant aquestes erupcions, els ocells i rats penats que volaven a prop de la superfície podrien haver caigut a l'aigua, i els animals terrestres podrien haver mort quan es trobaven a la vora del llac.

## Cianobacteris i toxines
Tanmateix, això no explica per què alguns animals havien mort tots a la mateixa època de l'any però en anys diferents. L'equip de Wighart von Koenigswald va trobar indicis d'una toxina produïda per cianobacteris en els sediments de Messel. A partir d'això, van deduir que les morts dels animals a la mateixa època de l'any es devien a un enverinament de l'aigua causat pel floriment estacional dels cianobacteris.

## Fòssils

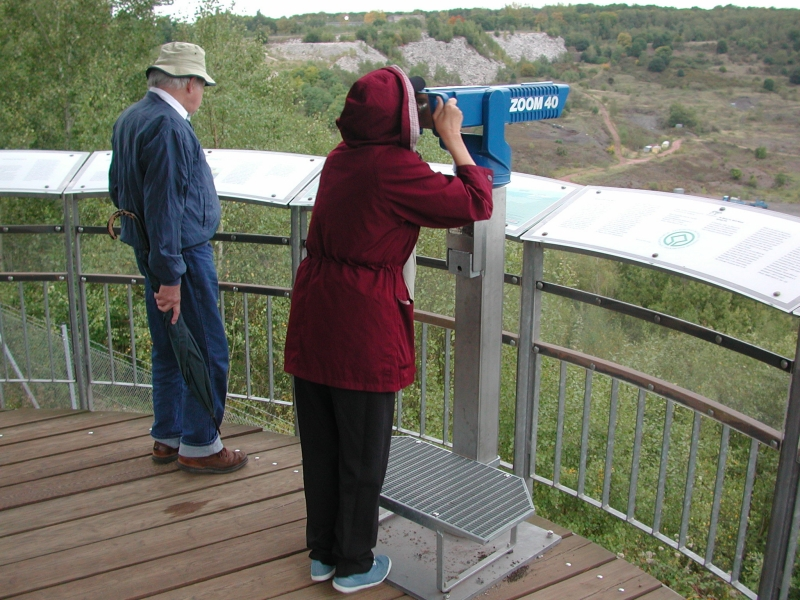
Observació del jaciment

El jaciment de Messel comprèn la mostra més ben conservada de la fauna i flora geiseltalianes que es coneix. En molts altres jaciments, trobar esquelets parcials ja és molt, però a Messel hi ha nombrosos casos de conservació integral, que en alguns casos significa que han quedat conservats el pelatge, les plomes o les "marques de la pell" d'algunes espècies. La diversitat d'espècies també és molt sorprenent (gràcies, en part, a les erupcions de gas). Entre altres, al jaciment s'hi han trobat:
- Més de deu mil peixos fossilitzats pertanyents a diverses espècies
- Milers d'insectes aquàtics i terrestres, alguns dels quals encara conserven la coloració
- Una plètora de petits mamífers que inclouen cavalls nans, grans ratolins, primats, didèlfids, armadillos, parents del porc formiguer i rats penats.
- Nombrosos ocells, especialment espècies depredadores
- Cocodrils, granotes, tortugues, salamandres i altres rèptils i amfibis
- Més de trenta restes de plantes, com ara fulles de palmera, fruits, pol·len, fusta, nous i vinyes

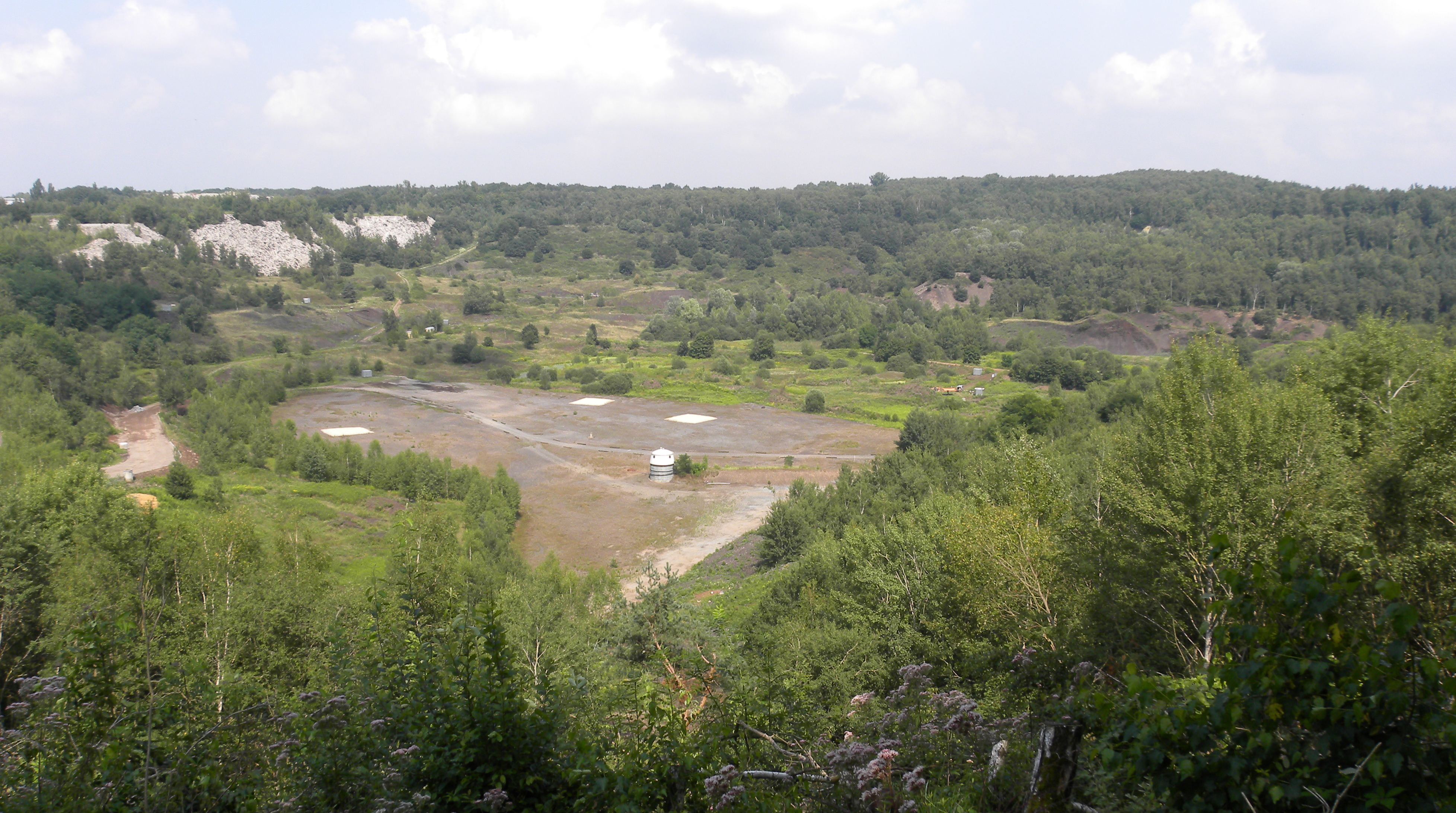
El jaciment de Messel conté milers de fòssils de vertebrats.

El 1969, Heinz Tobien fou el primer a realitzar una llista de tots els vertebrats descoberts al jaciment de Messel, un jaciment paleontològic de l'Eocè situat a la regió de Frankfurt del Main, Alemanya. La presència en temps del Terciari d'un llac volcànic a la ubicació actual creà un ambient òptim per la conservació de fòssils, tant en quantitat com en qualitat. El material fòssil de Messel ha permès als paleontòlegs conèixer en profunditat el paleoecosistema, la paleofauna i la paleoflora d'Europa central fa cinquanta milions d'anys.

### Llista d'amfibis
La següent llista d'amfibis del jaciment de Messel es basa en el catàleg realitzat per Morlo et al. el 2004.

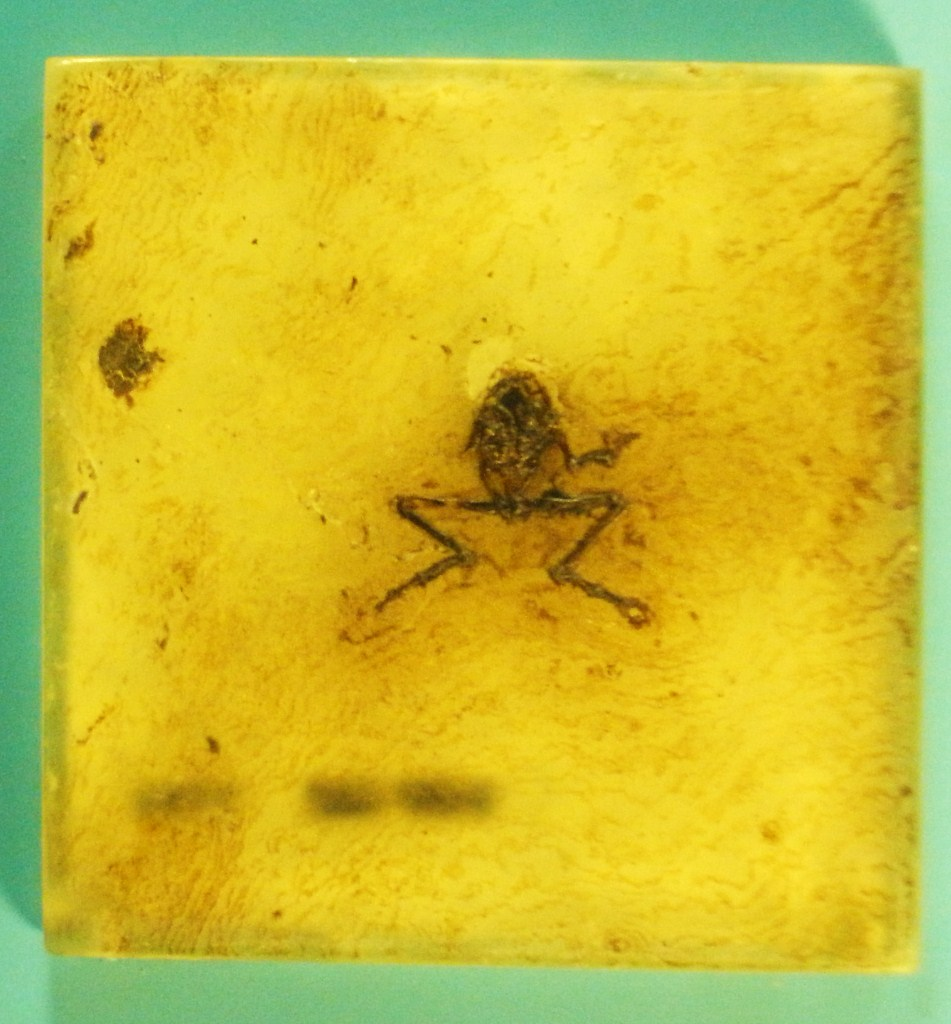
Messelobatrachus és un dels amfibis descoberts a Messel. Com que Wuttke anomenà l'espècie sense fer-ne una descripció formal, encara avui en dia roman un nomen nudum.

| O/F     | Nom científic             | Autor          | Comentari |
| ------- | ------------------------- | -------------- | --- |
| U./S.   | Chelotriton robustus      | Westphal, 1980 | Aquest salamàndrid era probablement un dels amfibis més abundants en les jungles europees de l'època de l'Eocè. El seu frontal té una escultura pustular secundària i té un arc frontoesquamosal. En aquesta espècie, les premaxil·les van emparellades. |
| A./P.   | Eopelobates wagneri       | Weitzel, 1938  | Originalment classificat dins el gènere Propelodytes, Wuttke reclassificà aquest gripau dins la família dels pelobàtids, que actualment només conté un gènere i quatre espècies vivents, dues de les quals es troben als Països Catalans. A diferència dels seus parents moderns, que tenen unes potes posteriors relativament curtes, l'espècie de Messel tenia unes llargues potes posteriors que li permetien saltar amb potència. |
| A./P.   | Messelobatrachus tobieni  | Wuttke, 1988   | Wuttke fou el descriptor original d'aquesta espècie a la seva tesi del 1988, però la tesi es trobava en format de microfitxa i, per tant, no complia amb els requisits formals de l'ICZN. L'any següent Wuttke en mostrà alguns exemplars en un altre estudi, però no els acompanyà amb una descripció formal. Per tant, l'espècie no és acceptada per l'ICZN i Messelobatrachus tobieni encara roman un nomen nudum.                 |
| A./I.S. | Lutetiobatrachus gracilis | Wuttke, 1988   | Wuttke fou el descriptor original d'aquesta espècie a la seva tesi del 1988, però la tesi es trobava en format de microfitxa i, per tant, no complia amb els requisits formals de l'ICZN. El 1989 Wuttke en mostrà l'únic exemplar conegut en un altre estudi, però no l'acompanyà amb una descripció formal. Per tant, l'espècie no és acceptada pel CINZ i Lutetiobatrachus gracilis encara roman un nomen nudum.                   |
| A./X    | Espècie no descrita       | det. Schaal    | Existeixen dos exemplars coneguts d'una espècie petita de la família dels xenòpids, un dels quals forma part d'una col·lecció privada. Cap d'aquests dos exemplars no ha estat descrit formalment. |

### Mamífers
Darwinius masillae, un primat semblant a un lèmur
Kopidodon, un mamífer arborícola extint
Leptictidium, un mamífer omnívor extint
Propalaeotherium, un parent primitiu dels cavalls
Ailuravus, un rosegador
Peradectes, un marsupial
Palaeochiropteryx, un rat penat
Lesmesodon, un petit creodont
Eomanis, un pangolí primitiu
Eurotamandua, un pangolí semblant als ossos formiguers
Europolemur, un primat
Paroodectes, un mamífer carnívor primitiu
Pholidocercus, un eriçó primitiu
Messelobunodon, un artiodàctil primitiu
Godinotia, un mico prehistòric semblant a un lèmur

### Llista d'ocells
La següent llista d'ocells del jaciment de Messel es basa en el catàleg realitzat per Morlo et al. el 2004.

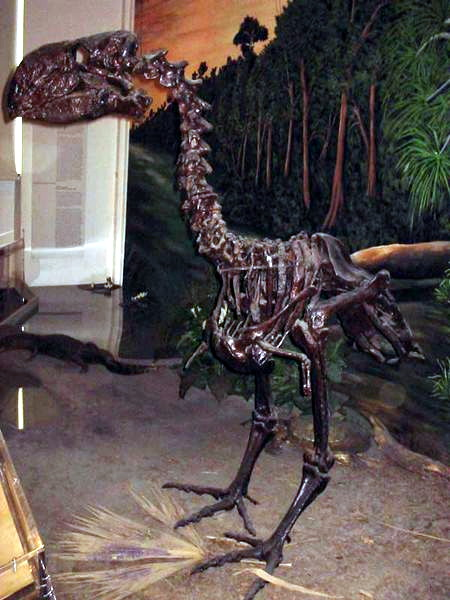
Esquelet de Gastornis (anteriorment Diatryma), gran au depredadora incapaç de volar.

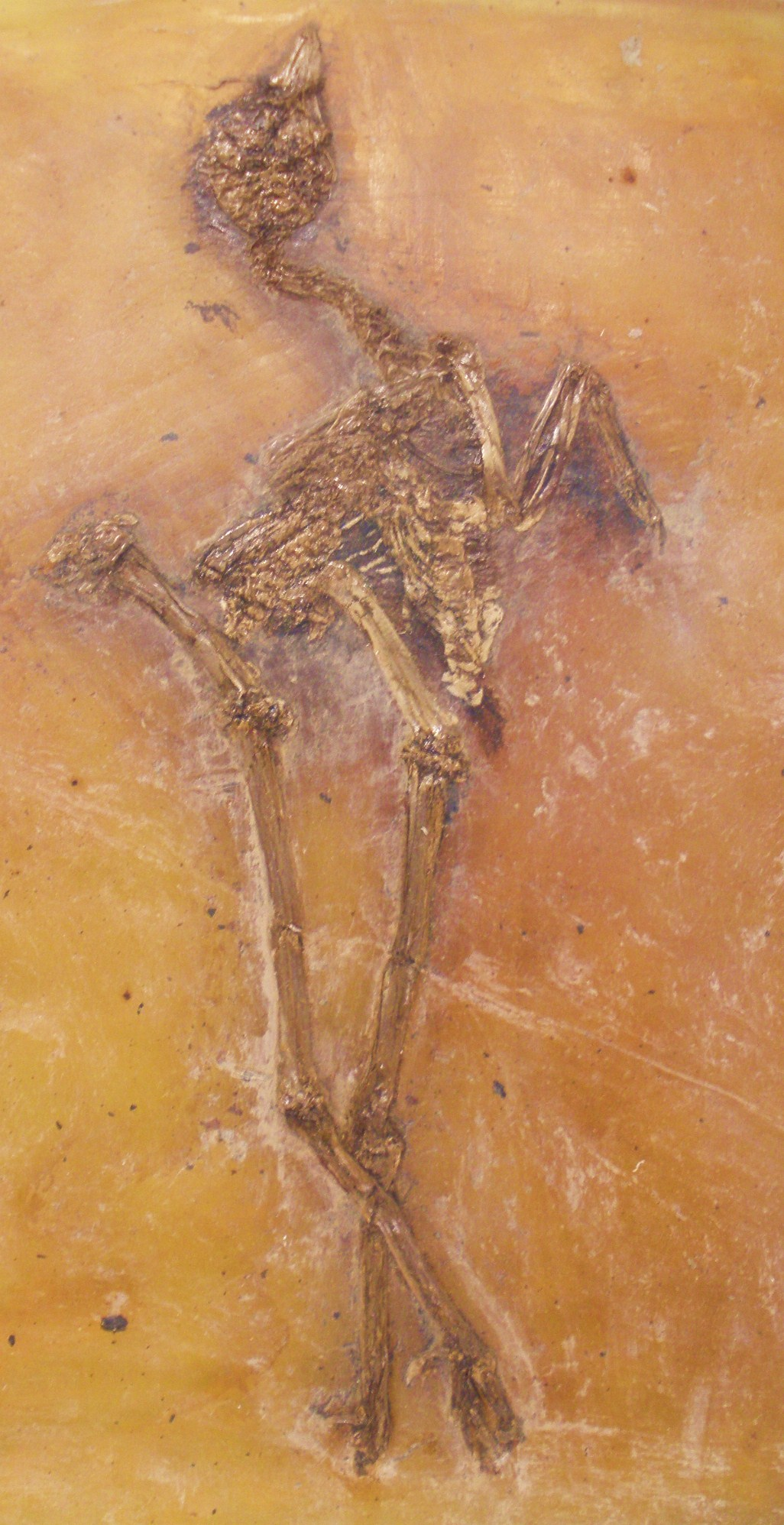
Messelornis (l'au de Messel) és un dels ocells més comuns del jaciment, està emparentat amb l'au sol.

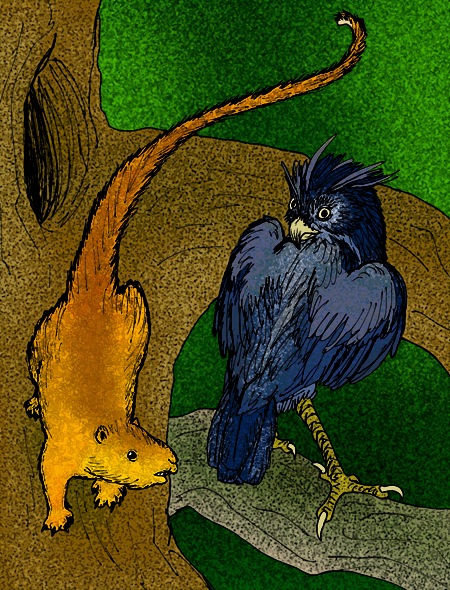
Il·lustració de l'ocell Aenigmavis (a la dreta).

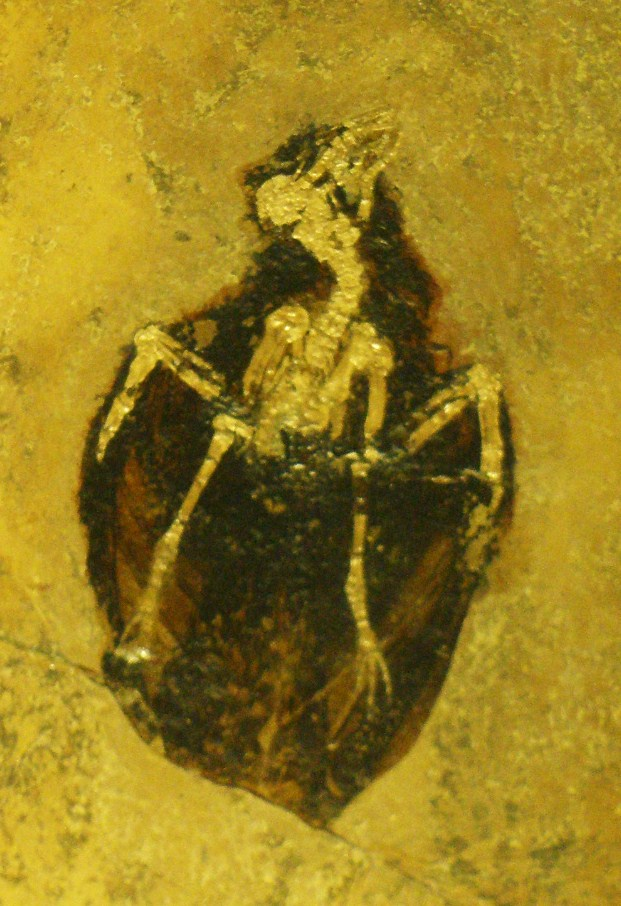
Hassiavis laticauda fou descobert el 1999 per Mayr.

| O/F         | Nom científic                 | Autor                        | Comentari |
| ----------- | ----------------------------- | ---------------------------- | --- |
| I. S./P.    | Palaeotis weigelti            | Lambrecht, 1928              | Palaeotis, un estruç primitiu. L'holotip d'aquesta espècie consisteix en un tarsometatars i una falange. Lambrecht la descrigué com a pioc extingit, donant-li el nom de "pioc antic". Tanmateix, Houde & Habold opinen que Palaeotis és un estrucioniforme (de l'ordre de l'estruç). Si això fos cert, el fet que Palaeotis seria l'únic estrucioniforme prehistòric conegut a l'hemisferi nord tindria profundes implicacions per l'evolució d'aquest grup.                                                                                           |
| G./G.       | Paraortygoides messelensis    | Mayr, 2000                   | El material fòssil sobre el qual es basà la descripció de Mayr era un únic exemplar mancat de crani, però des d'aleshores se n'han trobat diversos exemplars addicionals. Es distingeix de la resta de gal·liformes, tant extints com vivents, per la presència de profundes excavacions pneumàtiques a les vores laterals de les vèrtebres toràciques. Paraortyigoides sembla un membre basal dels gal·liformes. |
| A./G.       | Gastornis cf. geiselensis     | Fischer, 1978                | El material fòssil del gènere Gastornis de Messel ha estat assignat a l'espècie G. geiselensis, però aquesta filiació serà incerta mentre no se'n facin estudius comparatius amb altres fòssils europeus de Gastornis. Era un ocell gegant que mesurava uns 1,75 metres d'alçada. Tenia un bec de mida molt gran una mica corbat a la part superior, que ha estat interpretat com a proves que era carnívor. Altres indicis en aquesta direcció són les seves potes grans i potents, amb peus grans dotats d'urpes.                                     |
| P./P.       | Juncitarsus merkeli           | Peters, 1987                 | Juncitarsus estava estretament relacionat amb els flamencs d'avui en dia. A diferència de l'holotip del gènere, un esquelet parcial al qual li mancava el cap, el material fòssil trobat a Messel consistia en un exemplar completament preservat. Com que l'estructura esquelètica de J. merkeli s'assembla molt a la dels caradriformes, s'ha suggerit que els flamencs estan més propers d'aquest grup que dels gruïformes o anseriformes. El bec és esquizorí, característica que no es dona en aquests últims grups.                               |
| P./S.?      | Masillastega rectirostris     | Mayr, 2002                   | Aquesta espècie és coneguda a partir d'un crani. Mayr l'assignà tentativament a la família dels mascarells; si fos cert, es tractaria del representant més antic conegut d'aquest grup. A diferència dels mascarells actuals, tenia un bec llarg que l'hauria destorbat en capbussar-se. A més, mentre que els mascarells moderns són aus exclusivament marines, Masillastega rectirostris fou descobert en un dipòsit d'aigua dolça. |
| P./T.       | Rhynchaeites messelensis      | Wittich, 1898                | Anatòmicament, Rhynchaeites s'assemblava als ibis moderns, amb els quals estava estretament emparentat; el bec es corbava cap avall. Les potes i el coll eren llargs, revelant que es desplaçava caminant per l'aigua. Els indicis apunten que s'alimentava de peixos i crustacis. |
| G./M.       | Messelornis cristata          | Hesse, 1988                  | L'estructura esquelètica de Messelornis s'assemblava a la de les grues i els bitons del sol d'avui en dia. Només s'han trobat fòssils d'exemplars adults al jaciment (que en temps de l'Eocè era un llac), cosa que indica que aquest ocell devia pondre els ous lluny de l'aigua, i que s'acostava al llac per alimentar-se de peixos i crustacis. |
| G./A.       | Aenigmavis sapea              | Peters, 1987                 | Actualment conegut com a Strigogyps sapea, quan fou descobert se'l considerà un forusràcid europeu primitiu, però anàlisis més recents han descartat aquesta classificació. Tenia la mida aproximada d'una gallina gran o un guan, amb un pes una mica per sota del quilogram. La ràtio de longitud dels ossos de les ales amb els de les potes suggereixen que no era capaç de volar. Com que les seves potes tampoc no semblaven aptes per córrer, devia tenir un estil de vida caminador semblant al dels psòfids, però amb una dieta més carnívora. |
| G./S.       | Salmila robusta               | Mayr, 2000                   | Es creu que tenia un estil de vida en gran part terrestre. Les característiques dels seus carpometacarps són similars a les dels psòfids actuals i altres grups prehistòrics (Cariamae), però també té característiques diferents a les de la resta de gruïformes. El seu nom genèric és un anagrama de Masilla, el nom llatí de Messel. |
| G./I.       | Idiornis tuberculata          | Peters, 1995                 | L'holotip d'aquesta espècie és un esquelet esclafat. |
| G./I.       | Idiornis cf. itardiensis      | Mourer-Chauviré, 1983        | El material fòssil conegut d'aquesta espècie a Messel consisteix en un peu, les proporcions del qual indiquen que era menys cursorial que els seriemes, els seus parents vivents més propers. Si es confirma que aquest fòssil pertany a I. itardiensis, demostraria l'existència de l'espècie durant un període de 23 milions d'anys. |
| I. S./I. S. | Pumiliornis tessellatus       | Mayr, 1999                   | Pumiliornis no ha pogut ser assignat a cap família ni ordre, principalment degut a la seva estranya combinació de característiques gruïformes i caradriformes amb una pota de tipus columbiforme. Per fer la classificació encara més difícil, morfològicament s'assembla bastant a Rhynchaeites messelensis, un altre ocell de Messel que ha estat classificat com a pelicaniforme. L'holotip de l'espècie és un esquelet articulat gairebé complet.                                                                                                   |
| C./I. S.    | Espècie no descrita           |                              | Les primeres restes fòssils pertanyents a un ocell caradriforme de Messel encara no han estat assignades a cap gènere o espècie. |
| F./A.       | Messelastur gratulator        | Peters, 1994                 | El material conegut d'aquesta espècie consisteix en un parell de cranis i diverses vèrtebres. Aquesta au rapaç primitiva tenia la mida aproximada d'un esparver vulgar femella. Tenia un maxil·lar inferior relativament robust i les finestres temporals petites. |
| P./P.       | Pseudasturides macrocephalus  | Mayr, 2000                   | Originalment fou descrit com a Pseudastur, però se li hagué de canviar el nom perquè ja estava ocupat per un altre gènere. Aquest lloro de l'Eocè tenia fosses temporals grans i un pont interorbitari de l'os frontal estret. |
| P./P.       | Serudaptus pohli              | Mayr, 2000                   | Es distingeix de la resta de pseudastúrids pel seu tarsometatars curt i robust i per les urpes llargues i fortes. |
| P./P.       | Espècie no descrita           |                              | El material fòssil d'un altre pseudastúrid no ha pogut ser assignat a cap espècie ni gènere. |
| P./P.       | Psittacopes lepidus           | Mayr & Daniels, 2001         | Aquesta espècie és coneguda a partir de dos fòssils articulats. Tenia dits zigodàctils. |
| S./P.       | Palaeoglaux artophoron        | Peters, 1992                 | L'exemplar tipus inclou gran part de l'esquelet post-cranial i algunes impressions de plomes. Aquestes plomes presenten característiques úniques: semblen membranoses i amb aspecte de llaç. Peters remarcà que els ocells moderns amb aquest tipus de plomes les utilitzen com a exhibició nupcial. Això no és d'esperar en un mussol nocturn, i podria ser que Palaeoglaux fos en realitat un mussol diürn. |
| C./S.       | Eoglaucidium pallas           | Fischer, 1987                | Originalment fou descrit com un mussol a partir de vuit húmers fòssils provinents de Geiseltal, però més endavant fou reclassificat com a coliforme. |
| C./S.       | Eoglaucidium sp.              |                              | A Messel també s'han trobat restes d'un altre sandcoleid del gènere Eoglaucidium, que no han pogut ser assignades a cap espècie. |
| C./S.       | Espècie no descrita           |                              | Mayr descrigué un sandcoleid de Messel semblant a Anneavis i Eoglaucidium però no li pogué assignar ni gènere ni espècie. Segons un document posterior de Mayr, podria pertànyer a Anneavis. |
| C./C.       | Masillacolius brevidactylus   | Mayr & Peters, 1998          | És l'espècie de còlid més antiga coneguda, havent viscut entra fa 49 i 43 milions d'anys. L'holotip és un esquelet mancat de crani i de l'ala dreta. |
| C./I. S.    | Selmes absurdipes             | Peters, 1999                 | Fou descrit a partir d'un esquelet mal conservat, però després se'n trobaren exemplars més ben preservats tant a Messel com Geiseltal. Com que comparteix trets derivats tant amb els sandcoleids com amb els còlids, no ha pogut ser assignat a cap de les dues famílies. |
| I. S./I. S. | Fluvioviridavis sp.           | Mayr & Daniels, 2001         | Fluvioviridavis s'assembla a l'ocell de l'oli modern (la classificació del qual també és controvertida) en l'extrem proximal de l'húmer particularment ample. Tanmateix, es diferencia clarament de l'ocell de l'oli en una sèrie de característiques, com la forma del seu bec molt més llarg. El gènere fou definit per Mayr & Daniels a partir de material fòssil de la formació del Green River. |
| I. S./P.    | Masillapodargus longipes      | Mayr, 1999                   | Aquesta espècie representa el material fòssil més antic i substancial de la família dels podàrgids, un grup de classificació controvertida actualment limitat a Australàsia. Difereix dels podàrgids moderns en el seu bec més estret, la part simfisial més ampla de la mandíbula, i unes potes més llargues. |
| C./N.       | Paraprefica kelleri           | Mayr, 1999                   | L'exemplar tipus d'aquesta espècie és un esquelet parcial compost de la meitat caudal i l'ala esquerra d'un esquelet articulat. Curiosament, totes les espècies de nictíbids actual viuen al Nou Món, cosa que suscita la pregunta de si en temps de l'Eocè tenien una distribució més ampla, o si migraren del Vell Món al Nou. |
| C./N.       | Paraprefica major             | Mayr, 1999                   | L'exemplar tipus d'aquesta espècie és un esquelet parcial compost del crani i ambdues ales. Curiosament, totes les espècies de nictíbids actual viuen al Nou Món, cosa que suscita la pregunta de si en temps de l'Eocè tenien una distribució més ampla, o si migraren del Vell Món al Nou. |
| C./A.       | Hassiavis laticauda           | Mayr, 1998                   | Quan Mayr el descrigué, l'assignà tentativament a l'ordre dels caprimulgiformes, dins la família dels apòdids. Nou material descobert pel mateix Mayr el 2004 confirmà la classificació dins l'ordre, però posà en dubte la relació amb els apòdids, acostant Hassiavis als egotèlids, amb qui comparteix característiques com ara un bec ample i curt. |
| C./A.       | Scaniacypselus szarskii       | Peters, 1985                 | Originalment descrit com a Aegialornis szarskii, aquest ocell emparentat amb els falciots actuals mesurava 13 cm de llarg i tenia una envergadura d'uns 33 cm. Caçava insectes al vol sobre els pantans i les aigües costaneres someres a prop del que avui és l'estat de Hessen. |
| C./J.       | Espècie no descrita           |                              | A Messel s'ha trobat material fòssil que ha estat assignat a un jungornítid de gènere i espècie desconeguts. Podria ser que pertanyés al gènere Argornis, un grup troncal dels colibrís. |
| I. S./L.    | Plesiocathartes kelleri       | Mayr, 2002                   | Abans que es descobrís P. kelleri, el gènere Plesiocathartes només era conegut a partir d'alguns ossos aïllats. P. kelleri és conegut per dos esquelets articulats, que han servit per descartar la possibilitat que Plesiocathartes fos un representant europeu dels voltors del Nou Món. |
| C./E.       | Eocoracias brachyptera        | Mayr & Mourer-Chauviré, 2000 | Es tracta de l'espècie més primitiva coneguda de coràcid, superant Geranopterus alatus del Carcí (Eocè superior). A l'estómac d'un espècimen es trobà una llavor en forma de gra de cafè. No s'ha pogut determinar a quin tipus de planta pertanyia, però és significatiu perquè gairebé tots els coràcids moderns són exclusivament insectívors, i els que complementen la dieta amb gra, només ho fan rarament. |
| A./I. S.    | Quasisyndactylus longibrachis | Mayr, 1998                   | La morfologia d'aquesta espècie fa que se la relacioni amb els tòdids moderns. Algunes característiques compartides són la morfologia del crani i un bec aplanat dorsoventralment. A més, tant el maxil·lar superior com la mandíbula tenien gairebé exactament la mateixa mida que en l'espècie actual Todus multicolor. |
| U./M.       | Messelirrisor parvus          | Mayr, 1998                   | Conegut a partir de diversos esquelets articulats complets, es tractava d'un puput encara més petit que els colibrís actuals. Els exemplars presenten diferències significatives en la mida dels becs, cosa que podria indicar diferència d'edat o dimorfisme sexual. |
| U./M.       | Messelirrisor halcyrostris    | Mayr, 1998                   | Com M. parvus, aquesta també era una espècie de puput molt petita. Tanmateix, en aquest cas no es coneixen prou exemplars amb el bec intacte com per saber si també presentava diferències de mida en el bec. |
| U./M.       | Messelirrisor grandis         | Mayr, 2000                   | És l'espècie més grossa del gènere Messelirrisor. També es distingeix de les altres espècies pel fet que el procés pisiforme del carpometacarp està situat més a prop del crani. El bec de l'holotip era llarg i puntat, sent 1,5 vegades més llarg que el crani. Els ossos de les potes demostren que aquesta espècie, a diferència dels puputs moderns, no estava ben adaptada a anar picotejant aliments del terra. |
| I. S./P.    | Primobucco spp.               | Brodkorb, 1970               | A Messel s'han trobat diversos exemplars pertanyents a Primobucco. Quan Morlo et al. publicaren el seu catàleg de la fauna de Messel, aquests exemplars encara no havien estat assignats a cap espècie, però el 2004 Mayr, Mourer-Chauviré i Weidig els classificaren en dues espècies: P. frugileus i P. perneri. Els continguts de l'estómac de P. frugileus indiquen que els coraciformes de l'Eocè tenien una dieta més variada que els moderns. |

### Llista de rèptils
La següent llista de rèptils del jaciment de Messel es basa en el catàleg realitzat per Morlo et al. l'any 2004.

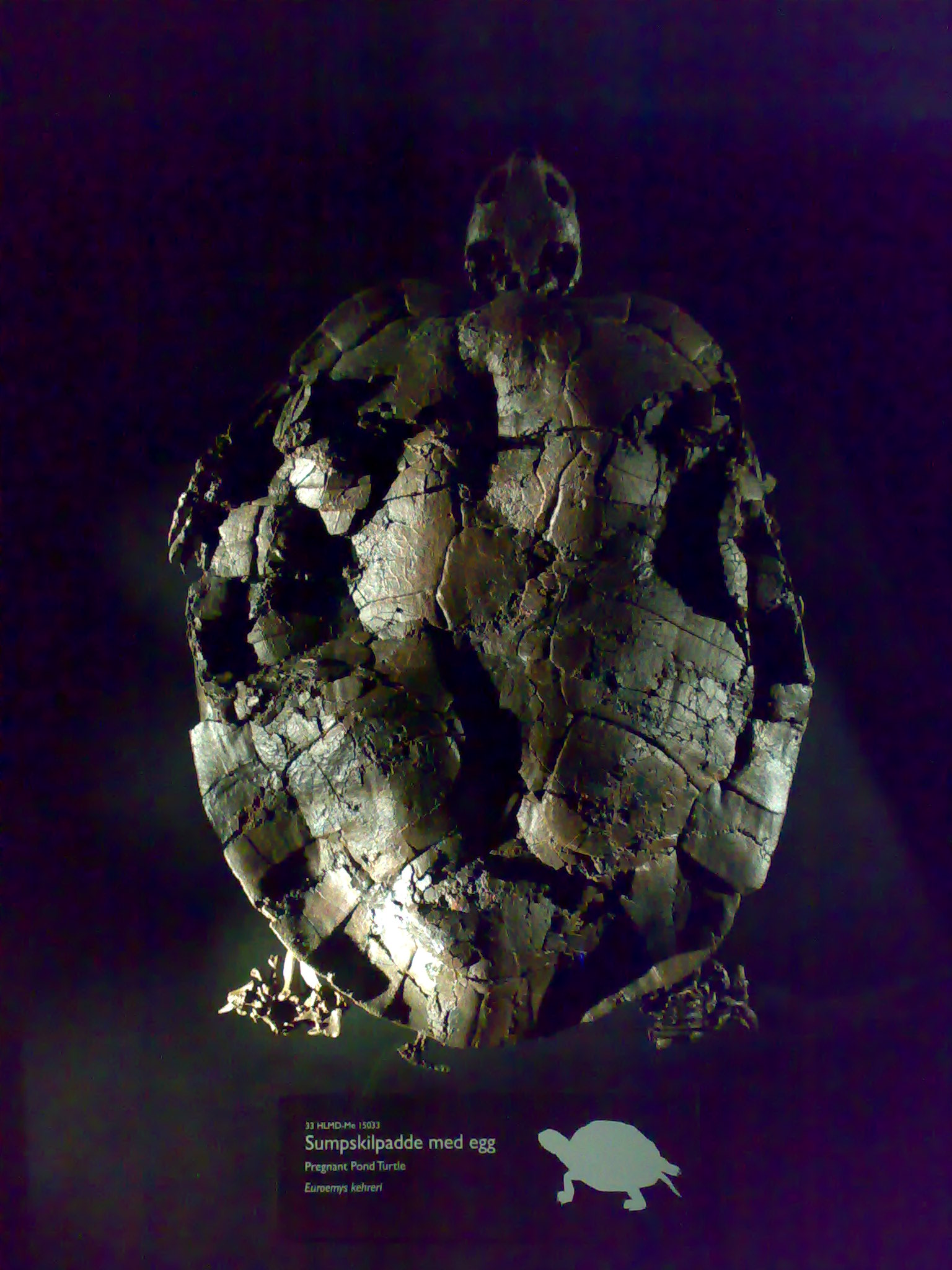
Euroemys kehreri, fotografiada a l'exposició Messel on Tour a Oslo.

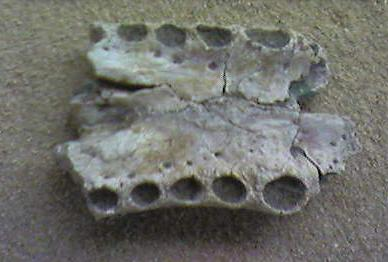
Asiatosuchus, un cocodril del jaciment de Messel. Aquesta mandíbula es troba exposada al Museu de l'Institut Català de Paleontologia de Sabadell.

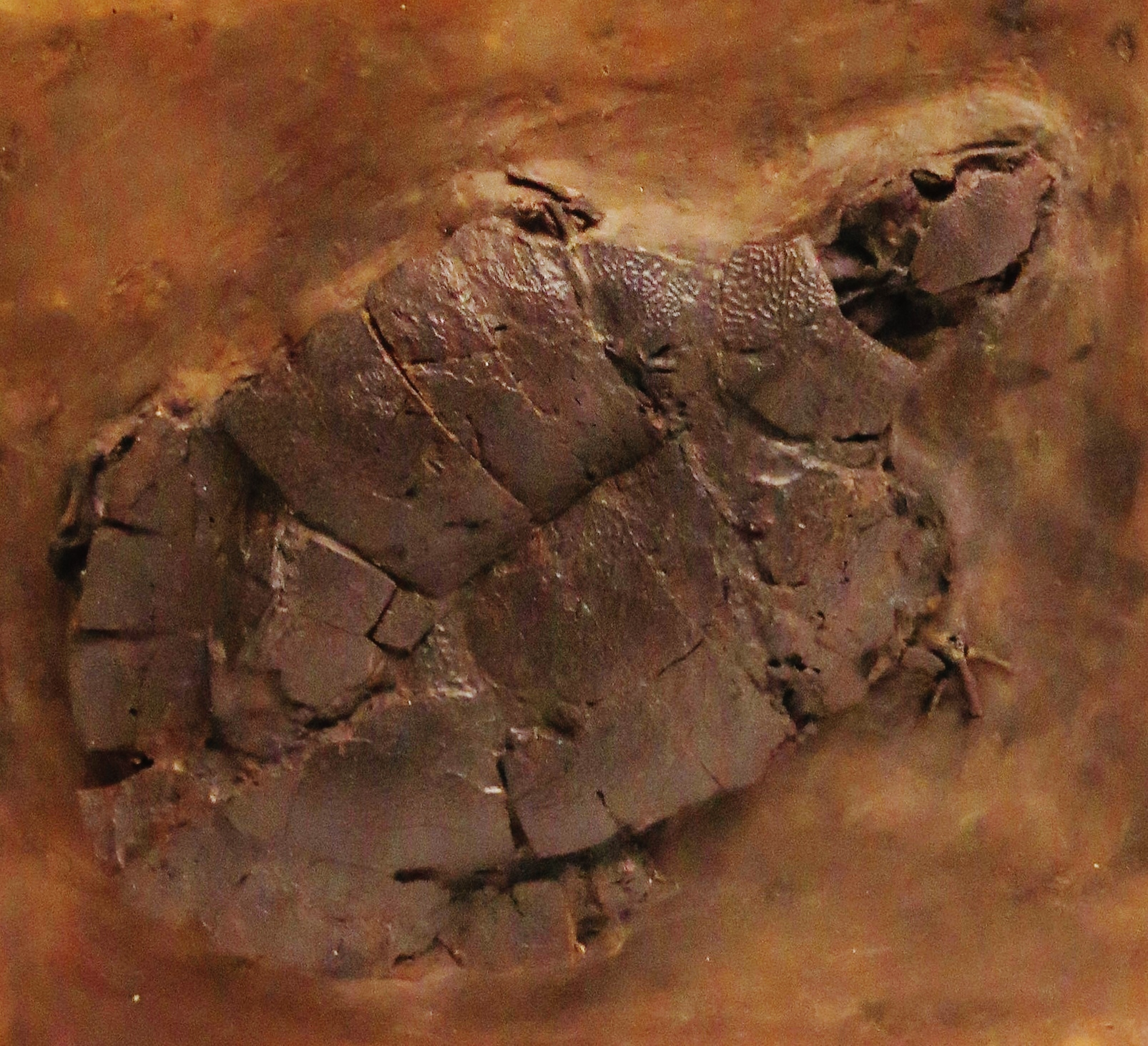
Allaeochelys crassesculptata, una tortuga del jaciment de Messel que té com a parents vivents més propers les tortugues de closca tova de Papua Nova Guinea.

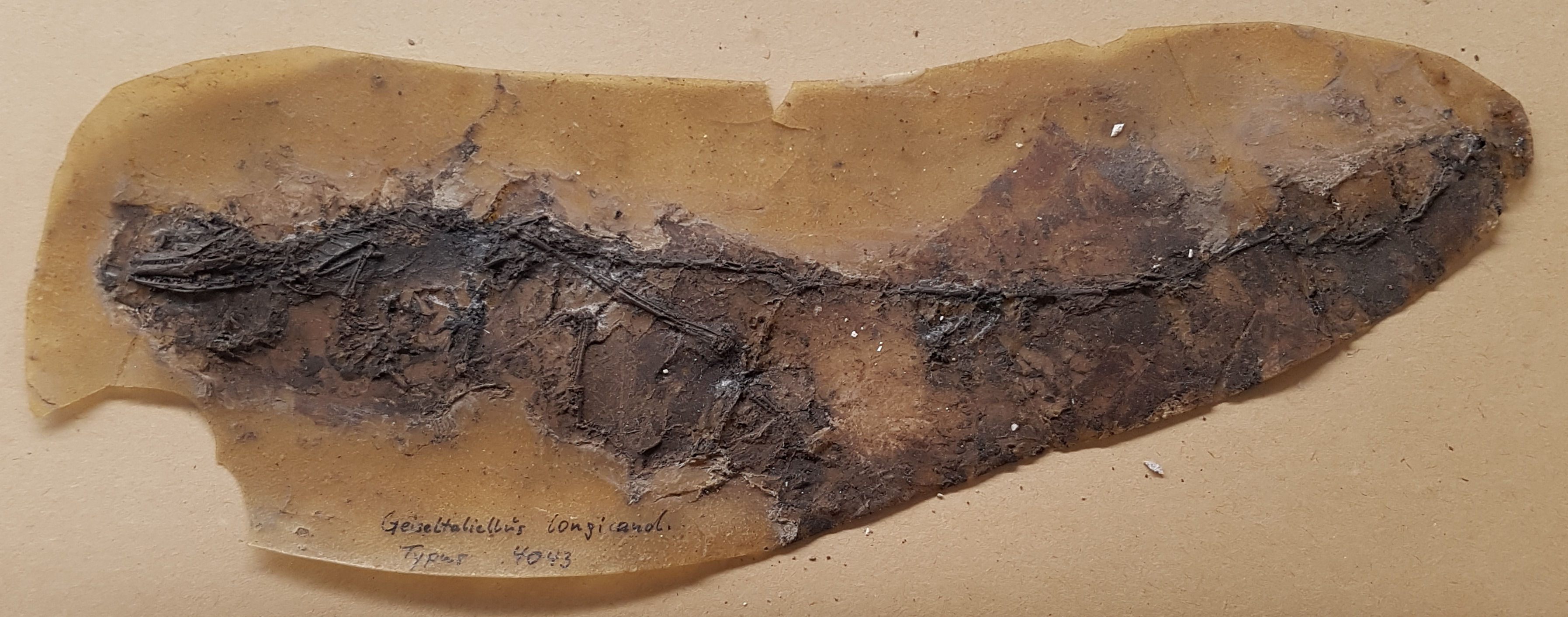
Geiseltaliellus longicaudus, un iguànid. La cua feia gran part de la longitud del cos.

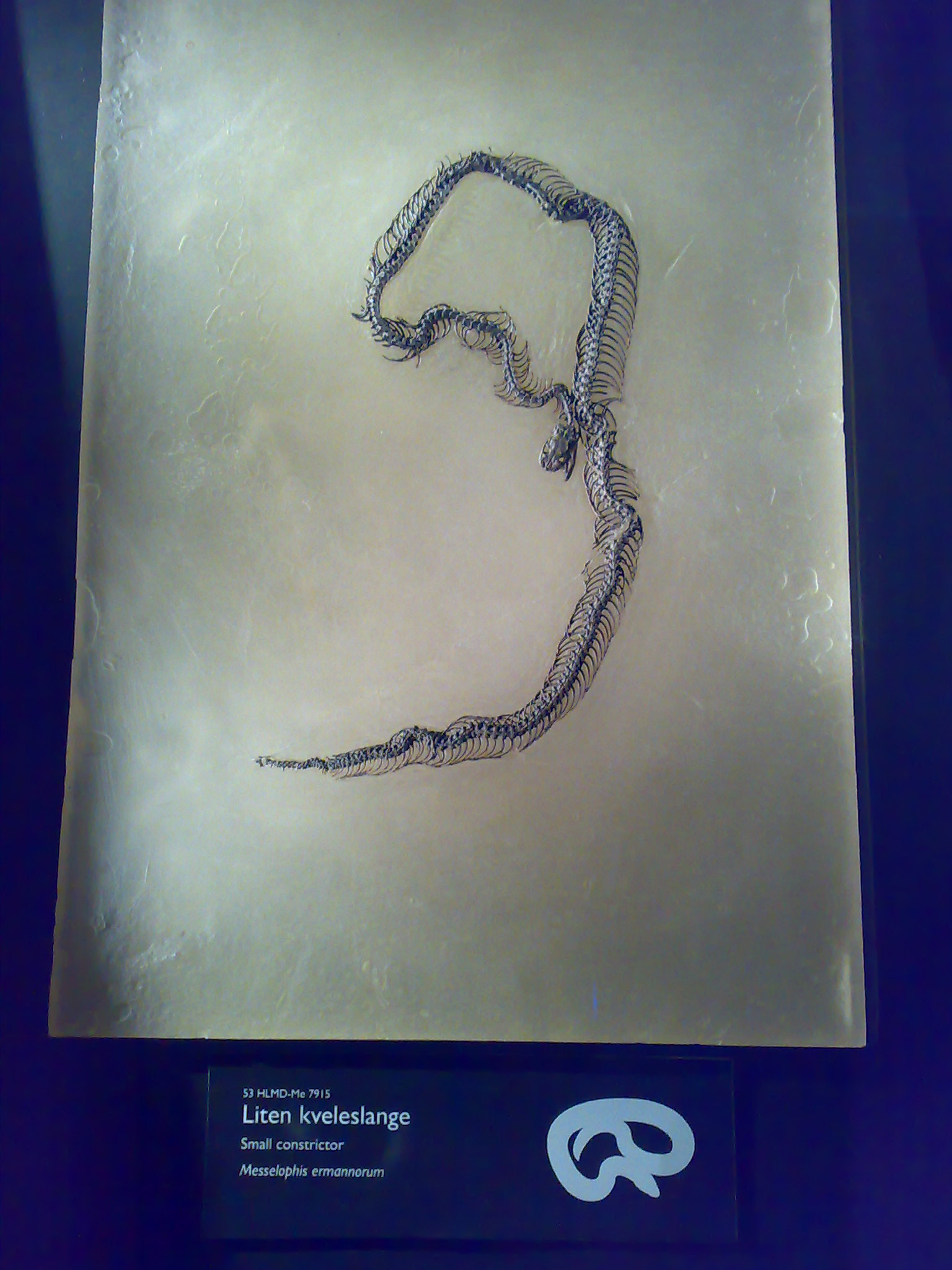
Messelophis ermannorum, una serp relacionada amb les boes actuals.

| O/F      | Nom científic                | Autor                  | Comentari |
| -------- | ---------------------------- | ---------------------- | --- |
| T./T.    | Francellia messeliana        | Staesche, 1928         | L'espècie fou originalment assignada al gènere Ocadia, que encara té una (o possiblement més) espècie vivent, la tortuga xinesa de coll ratllat. Tanmateix, el 2004 Hervet la classificà dins el gènere Francellia. |
| T./T.    | Euroemys kehreri             | Staesche, 1928         | L'espècie fou originalment assignada al gènere Ocadia, que encara té una (o possiblement més) espècie vivent, la tortuga xinesa de coll ratllat. Tanmateix, el 2004 Hervet la classificà dins el nou gènere Euroemys, creat especialment per l'espècie. |
| T./T.    | Juvemys sp.                  | Hervet, 2003           | Hervet assignà dos exemplars de Messel al gènere Juvemys, que a part d'aquests exemplars només és conegut a partir de fòssils trobats a França. |
| T./C.    | Allaeochelys crassesculptata | Harrassowitz, 1922     | Harrassowitz descrigué originalment l'exemplar de Messel com una nova espècie, A. gracilis, però el 1977 de Broin indicà que pertanyia a l'espècie ja existent A. crassesculptata. Mesurava 30 centímetres de llarg i era capaç de nedar ràpidament. |
| T./T.    | Trionyx messelianus          | Reinach, 1900          | Segons Schleich, Trionyx no és més que un tàxon calaix de sastre, i la classificació de T. messelianus dins aquest gènere és incerta. Schleich també refusà la validesa de diversos noms subespecífics donats a diferents exemplars de l'animal. Era un autèntic trioníquid (tortuga tova) en què el plastró i la cuirassa no estaven units per processos ossis. Basant-se en els seus parents vivents, podria ser que fos capaç de romandre molta estona sota l'aigua gràcies a un intercanvi de gasos subaquàtic. |
| T./P.    | Neochelys franzeni           | Schleich, 1993         | Schleich anomenà aquesta tortuga en honor de Jens Lorenz Franzen, paleontòleg alemany que dirigí departaments de l'Institut de Recerca Senckenberg. Els espècimens de N. franzeni són relativament petits i bastant rars. No només es tracta de l'únic pelomedúsid de Messel, sinó també la primera prova d'aquest grup al Terciari d'Alemanya. |
| C./L.    | Diplocynodon darwini         | Ludwig, 1877           | Diplocynodon darwini, el nom del qual significa "doble dent de gos de Darwin", és un dels fòssils més abundants del jaciment de Messel, on probablement visqué als llacs que hi hagué a l'Eocè. S'assemblava als caimans actuals i probablement tenia un estil de vida similar. |
| C./L.    | Baryphracta deponiae         | Laemmert & Riess, 1987 | Segons Rossmann i Blume, Baryphracta forma part del gènere Diplocynodon, també present a Messel. Respecte a altres cocodrils de Messel, era de mida bastant gran, i amb més de cinquanta centímetres de llargada tenia un paper important als ecosistemes estuarins. |
| C./C.    | Asiatosuchus germanicus      | Berg, 1966             | Amb quatre metres de llarg, Asiatosuchus era el cocodril més gran de Messel. Les seves afilades dents amb forma de con li eren molt útils per atrapar les seves preses, però no servien per mastegar. Tenia una certa semblança amb el cocodril del Nil actual. |
| C./C.    | Allognathosuchus haupti      | Weitzel, 1934          | Originalment, Weitzel li assignà el seu propi gènere Hassiacosuchus, però el 1966 Berg el reclassificà dins del gènere Allognathosuchus. La descripció de Weitzel es basà en un crani ben conservat, però des d'aleshores se n'han trobat més exemplars. |
| C./P.    | Pristichampsus rollinatii    | Gray, 1831             | Pristichampsus rollinatii presenta la varietat d'adaptacions morfològiques al carnivorisme terrestre típica del seu gènere. Tenia una armadura extensa, i probablement no nedava, car la seva cua s'assemblava més a la dels dinosaures que a les d'espècies vivents de cocodrils. Era capaç de galopar, i quan assolia altes velocitats podia posar-se bípede. |
| C./B.    | Bergisuchus dietrichbergi    | Kuhn, 1968             | Fou el primer mesosuc no sud-amèrica en ser inclòs dins del clade dels sebecosucs. És conegut a partir d'un fragment de musell i una mandíbula. |
| C./T.    | Tomastomidae sp.             |                        | Només es coneix un únic exemplar de tomastòmid a Messel, i no se li ha assignat cap gènere ni espècie. |
| S./L.    | Lacertilia sp.               |                        | Aquest fòssil de sargantana no fou trobat separadament, sinó que es trobava dins l'estómac d'un hienodòntid, indicant que aquest se l'havia menjat. Les restes són tan fragmentàries que ha estat impossible assignar-li una classificació més específica, però podria estar relacionat amb els iguànids. |
| S./A.    | Xestops abderhaldeni         | Kuhn, 1940             | Una espècie coneguda de material de Geiseltal i descrita a Messel per Keller i Schaal. El 2006, Augé i Sullivan fusionaren X. abderhaldeni i X. weigelti com a Placosauriops weigelti, deixant el gènere Xestops amb només un representant nord-americà, X. vagans. |
| S./A.    | Ophisauriscus quadrupes      | Kuhn, 1940             | Com molts dels ànguids actuals, O. quadrupes tenia potes molt reduïdes, que no li podrien haver servit per moure's. Només se'n coneix un únic exemplar, un fòssil de compressió que data de l'estatge Lutecià. Tenia una mandíbula dotada de dents fortes i amples, útils per trencar les parts dures de cargols i insectes. |
| S./N.    | Gènere A                     | Keller & Schaal, 1988  | Es tracta d'un fòssil que no ha estat assignat a cap gènere ni espècie. |
| S./N.    | Saniwa feisti                | Stritzke, 1983         | Segons Keller i Schaal, aquesta espècie no pertanyeria a Saniwa, sinó a un gènere diferent (gènere B). Si realment pertanyés a aquest gènere, seria una de les dues úniques troballes d'aquest rèptil a Europa. |
| S./N.    | Gènere C                     | Keller & Schaal, 1988  | Es tracta d'un fòssil que no ha estat assignat a cap gènere ni espècie. |
| S./I. S. | Eolacerta robusta            | Kuhn, 1944             | Carroll classificà Eolacerta dins la família dels lacèrtids (sargantanes i llangardaixos), però més recentment Müller en feu un estudi morfològic i arribà a la conclusió que no es podia classificar el gènere amb certesa dins de cap família. Eolacerta mancava d'osteoderms corporals, tenia el pubis típic de les sargantanes, tenia l'astràgal i el calcani fusionats i la primera costella cervical marcadament corbada.                                                                                     |
| S./N.    | Espècie petita               | Keller & Schaal, 1988  | Es tracta d'un fòssil que no ha estat assignat a cap gènere ni espècie. |
| S./I.    | Geiseltaliellus longicaudus  | Kuhn, 1944             | És probable que, com els basiliscs actuals (amb els quals se l'ha relacionat morfològicament), Geiseltaliellus longicaudus fos capaç de córrer a dues potes. Mesurava uns 20 centímetres, dels quals una gran part eren de la cua. Probablement caçava insectes als arbres. |
| S./S.    | Espècie no descrita          | Keller & Schaal, 1988  | Es tracta d'un fòssil que no ha estat assignat a cap gènere ni espècie. És una petita espècie d'escíncid. |
| S./L.    | Lacertilia sp.               | Keller & Schaal, 1988  | Es tracta d'un fòssil que no ha estat assignat a cap gènere ni espècie. L'únic exemplar complet conegut forma part de les exposicions del Naturmuseum Senckenberg. |
| S./B.    | Palaeopython fischeri        | Schaal, 2004           | L'espècie fou anomenada en honor de Joschka Fischer, membre del govern alemany de Gerhard Schröder, que el 1991 impedí la transformació del jaciment de Messel en un abocador. Aquesta serp de fa 47 milions d'anys mesurava aproximadament dos metres de llarg i tenia fins a 369 vèrtebres. |
| S./B.    | Paleryx n. sp.               | Schaal, en preparació  | Schaal assignà a aquesta nova espècie de Paleryx, encara no descrita, les espècies més petites de la família Boinae de Messel. |
| S./B.    | Messelophis variatus         | Baszio, 2004           | Baszio creà el gènere Messelophis per aquesta espècie. Es caracteritza per tenir espines neurals molt curtes i puntades, tirades cap a la vora posterior de les vèrtebres. També té un nombre elevat de vèrtebres caudals i presacres en comparació amb els bòids moderns. |
| S./B.    | Messelophis ermannorum       | Schaal & Baszio, 2004  | A diferència de M. variatus, M. ermannorum tenia espines neurals més llargues i una anatomia vertebral més homogènia. Com en el cas d'altres serps de Messel, les restes de Messelophis estan molt ben preservades. |
| S./B.    | Tropidopheinae sp.           | Keller & Schaal, 1988  | Es tracta d'una espècie no determinada, assignada a la subfamília dels tropidofins, o boes nanes. Alguns autors eleven aquest tàxon a la categoria de família (Tropidophiidae) Aquestes serps tenen un estil de vida fossorial. |
| S./B.    | Erycinae sp.                 |                        | Es tracta d'una espècie no determinada, assignada a la subfamília dels ericins, o boes de la sorra del Vell Món. Aquestes serps no són verinoses. |
| S./A.    | Espècie d'anílid I           |                        | Es tracta d'un fòssil que no ha estat assignat a cap gènere ni espècie. |
| S./A.    | Espècie d'anílid II          |                        | Es tracta d'un fòssil que no ha estat assignat a cap gènere ni espècie. |

### Llista de peixos
La següent llista de peixos del jaciment de Messel es basa en el catàleg dut a terme per Morlo et al. el 2004. La present llista ofereix també un comentari sobre cada espècie, així com el nom de l'autor que la definí i l'ordre i família dels quals forma part.

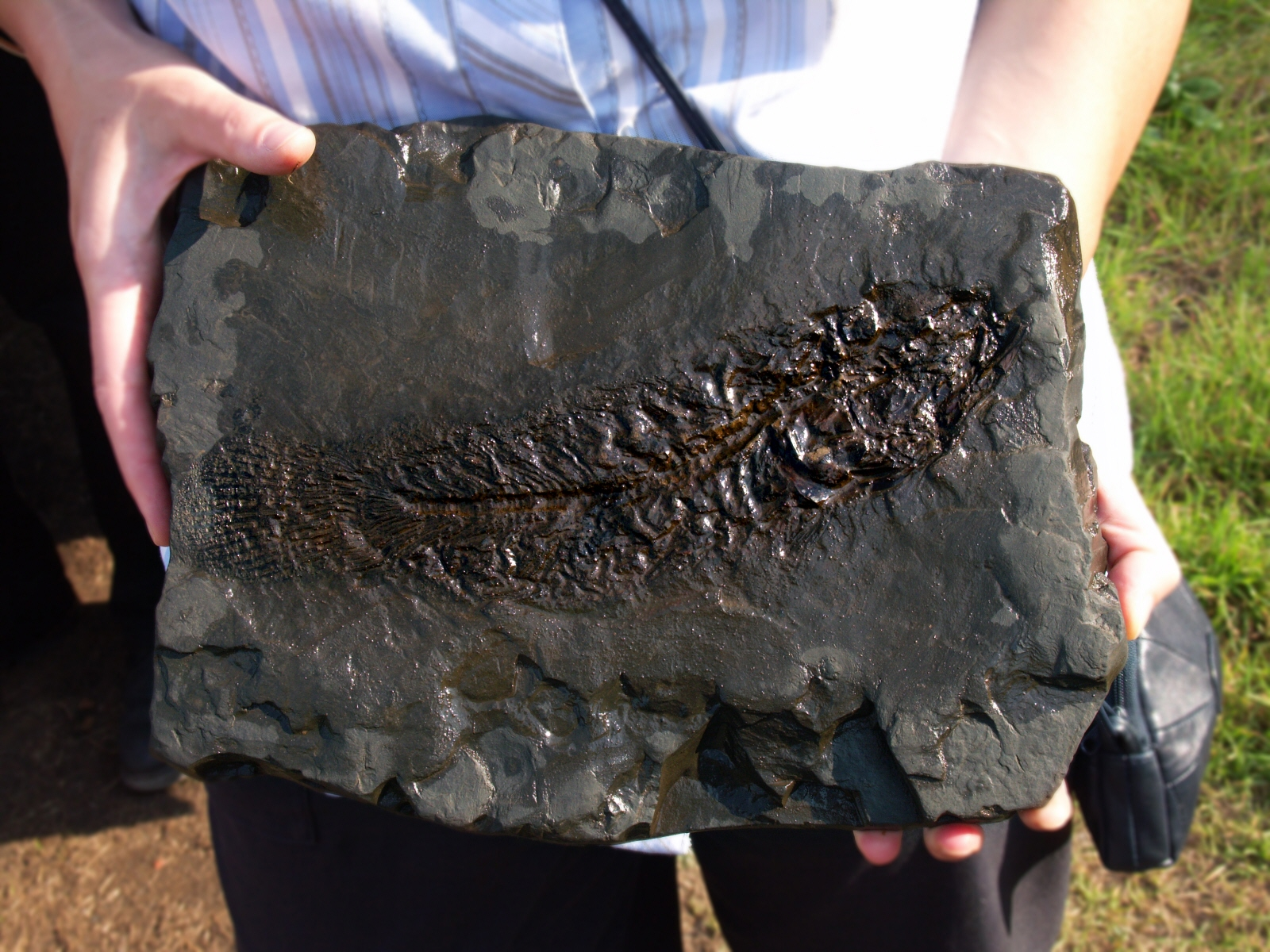
Un fòssil de peix osteïcti del jaciment de Messel.

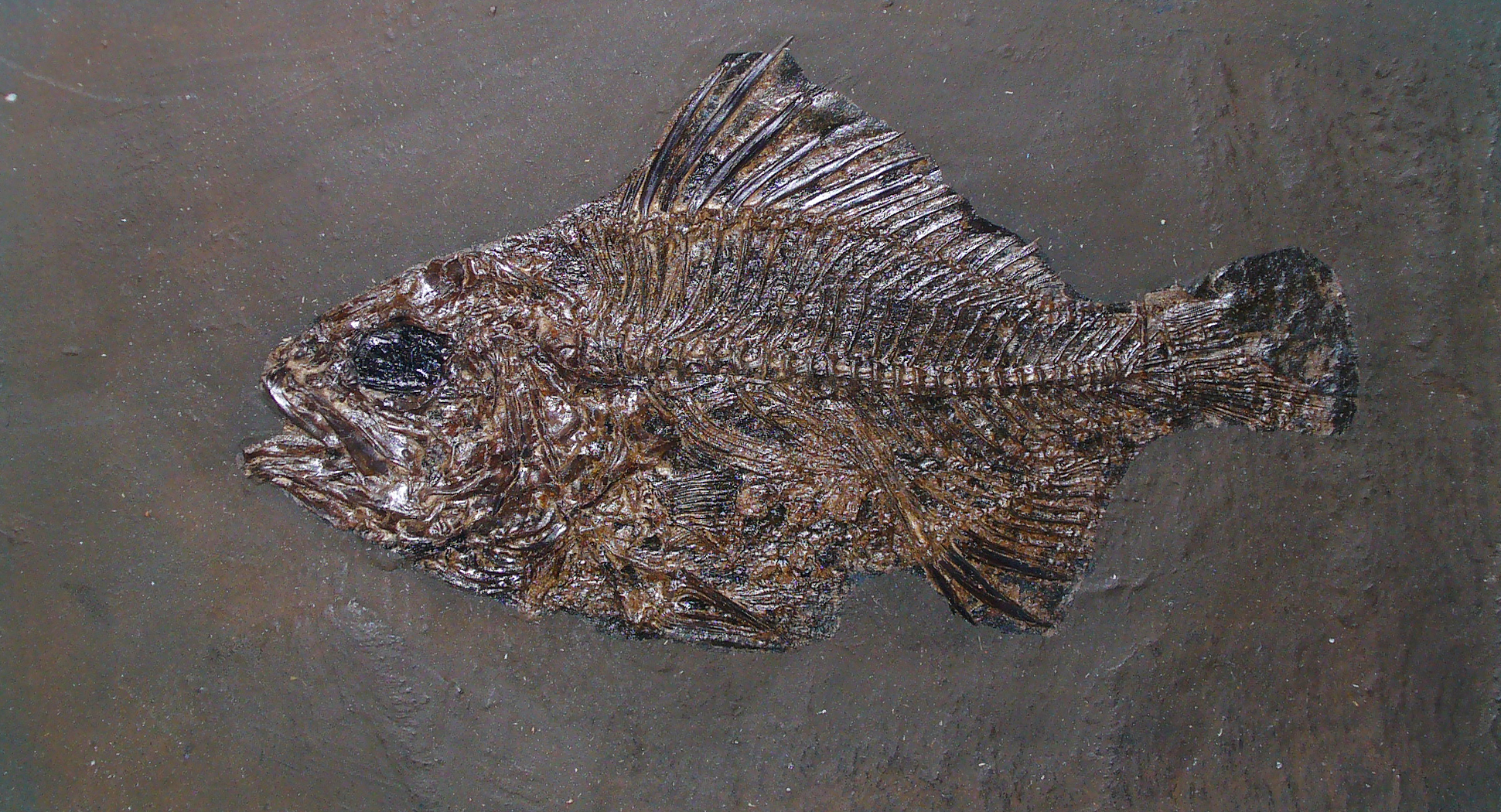
Amphiperca multiformis del jaciment de Messel, tan ben conservat que es poden apreciar els teixits tous.

| O/F   | Nom científic           | Autor                     | Comentari |
| ----- | ----------------------- | ------------------------- | --- |
| L./L. | Atractosteus strausi    | Kinkelin, 1884            | Originalment classificat dins el gènere Lepisosteus, Wiley reclassificà aquest peix dins del mateix gènere que el manjuarí modern. |
| L./L. | Masillosteus kelleri    | Micklich & Klappert, 2001 | Durant molt de temps fou classificat dins el gènere Atractosteus, però a principis del segle XXI se'l reclassificà dins el seu propi gènere. Se'l fa servir com a fòssil index.                                                                                                 |
| A./A. | Cyclurus kehreri        | Andreae, 1893             | Originalment classificat dins del gènere Amia, que encara té una espècie vivent, reclassificat per Gaudant dins el gènere Cyclurus. Juntament amb Atractosteus strausi, representa la majoria de fòssils de peixos de Messel.                                                   |
| C./T. | Thaumaturus intermedius | Weitzel, 1933             | Aquesta espècie pertany al superordre dels clupeocèfals. Dins d'aquest superordre, se l'ha classificat com a salmoniforme i posteriorment com a osteoglossiforme. Micklich opinà que no es pot assignar Thaumaturus a un grup més concret dins del superordre.                  |
| A./A. | Anguilla ignota         | Micklich, 1985            | A data de juliol del 2008, aquest peix que pertany al mateix gènere que les anguiles actuals és conegut a partir d'un únic fòssil. |
| P./P. | Amphiperca multiformis  | Weitzel, 1933             | Aquest peix relacionat amb les perques d'avui en dia era un dels depredadors aquàtics de Messel. Norbert Micklich en feu una anàlisi taxonòmica l'any 1996. |
| P./M. | Palaeoperca proxima     | Micklich, 1978            | Aquest morònid era un bon nedador que podia cobrir grans distàncies nedant a prop de la superfície de les aigües obertes. Probablement s'alimentava de preses de mida petita.                                                                                                   |
| P./M. | Rhenanoperca minuta     | Gaudant & Micklich, 1990  | A partir de l'examinació dels seus excrements i la presència de grans dents a la cavitat de la gola, es pot saber que aquest peix s'especialitzava a esberlar gastròpodes i altres preses amb closques dures. També hi ha proves que aquesta espècie practicava el canibalisme. |

### Insectes
formiga gegant de Messel, una espècie de formigues gegants
Buprestidae
Lucànids
Staphylinidae

## Galeria

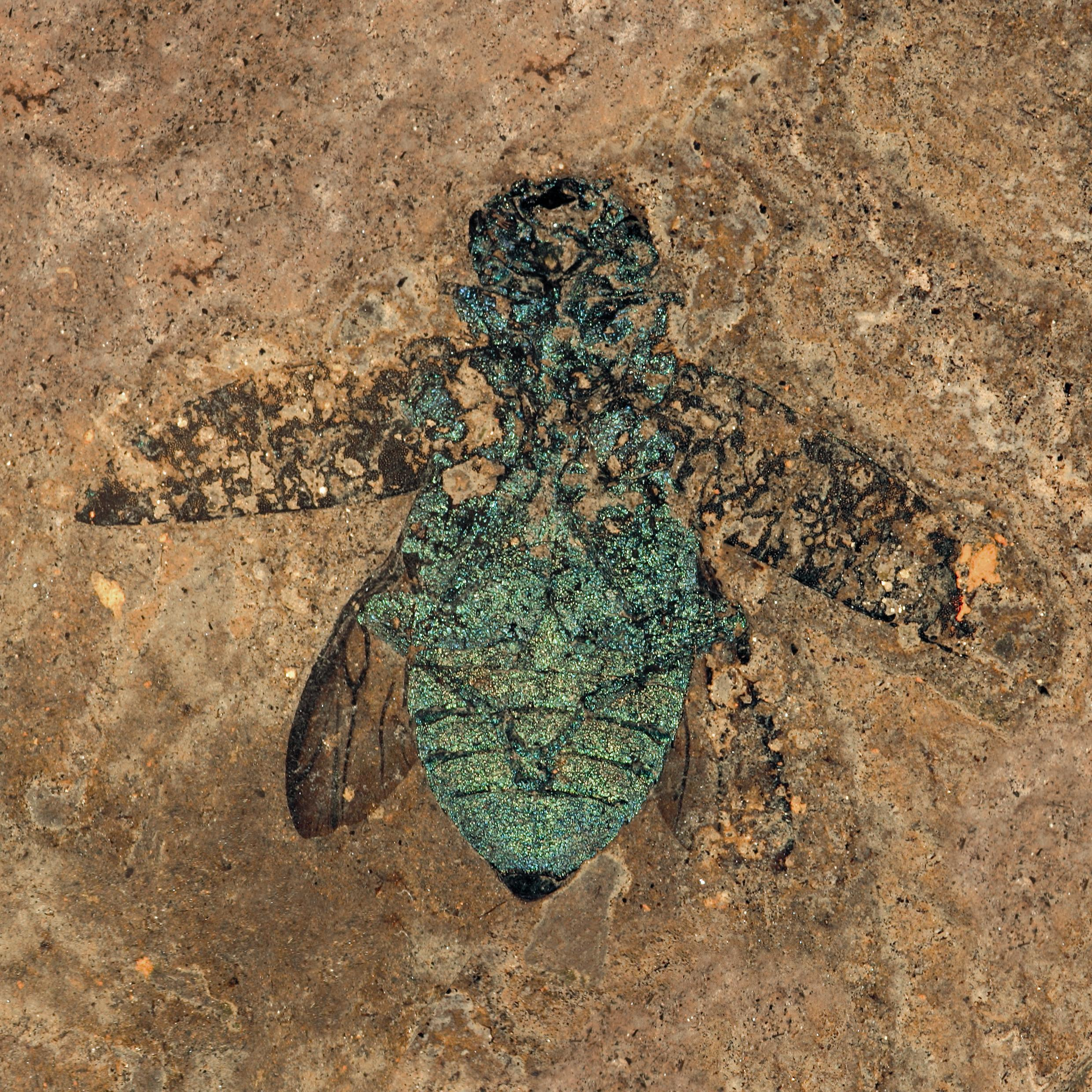
Buprèstid de l'HLMD
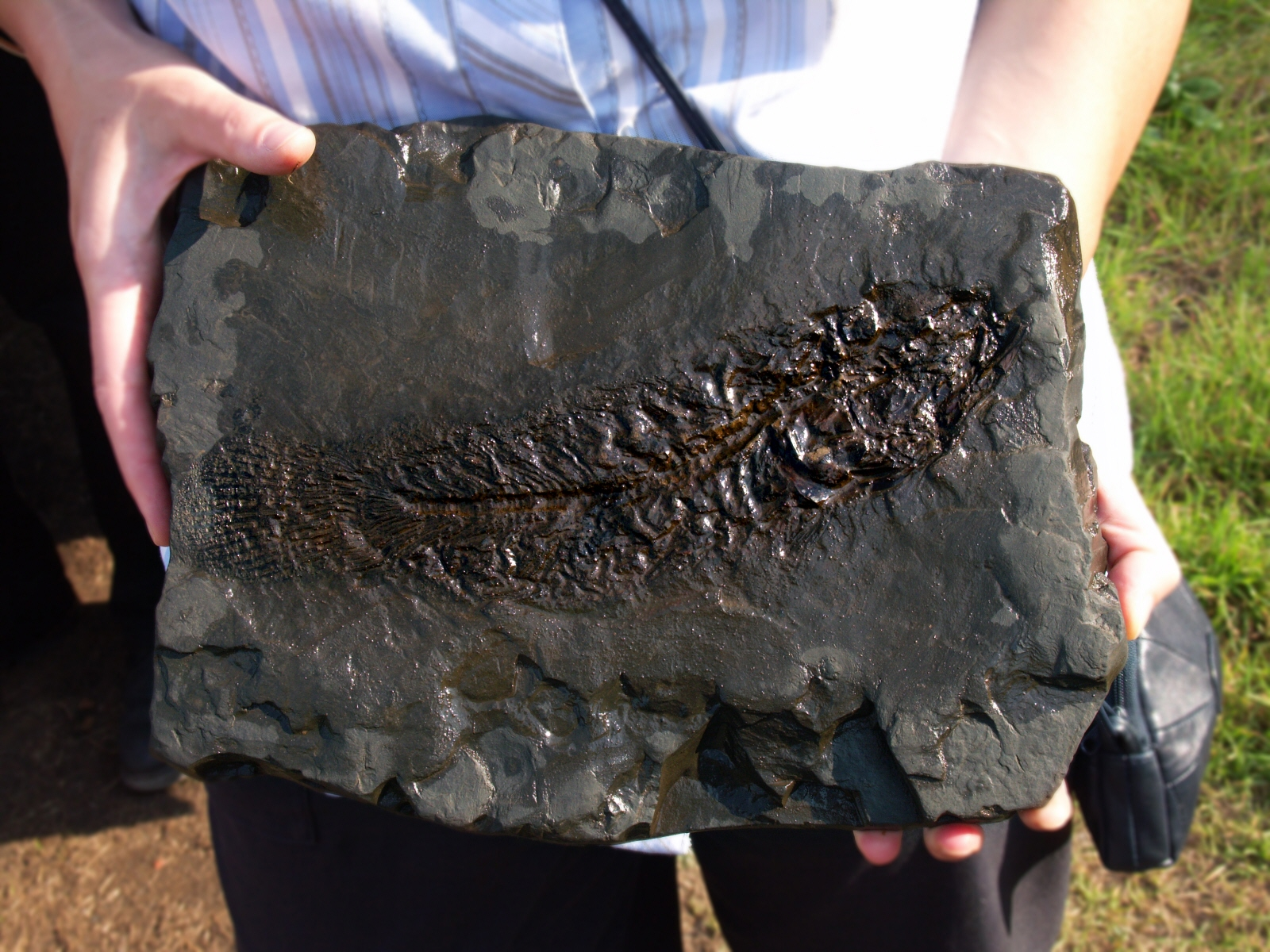
Un fòssil típic
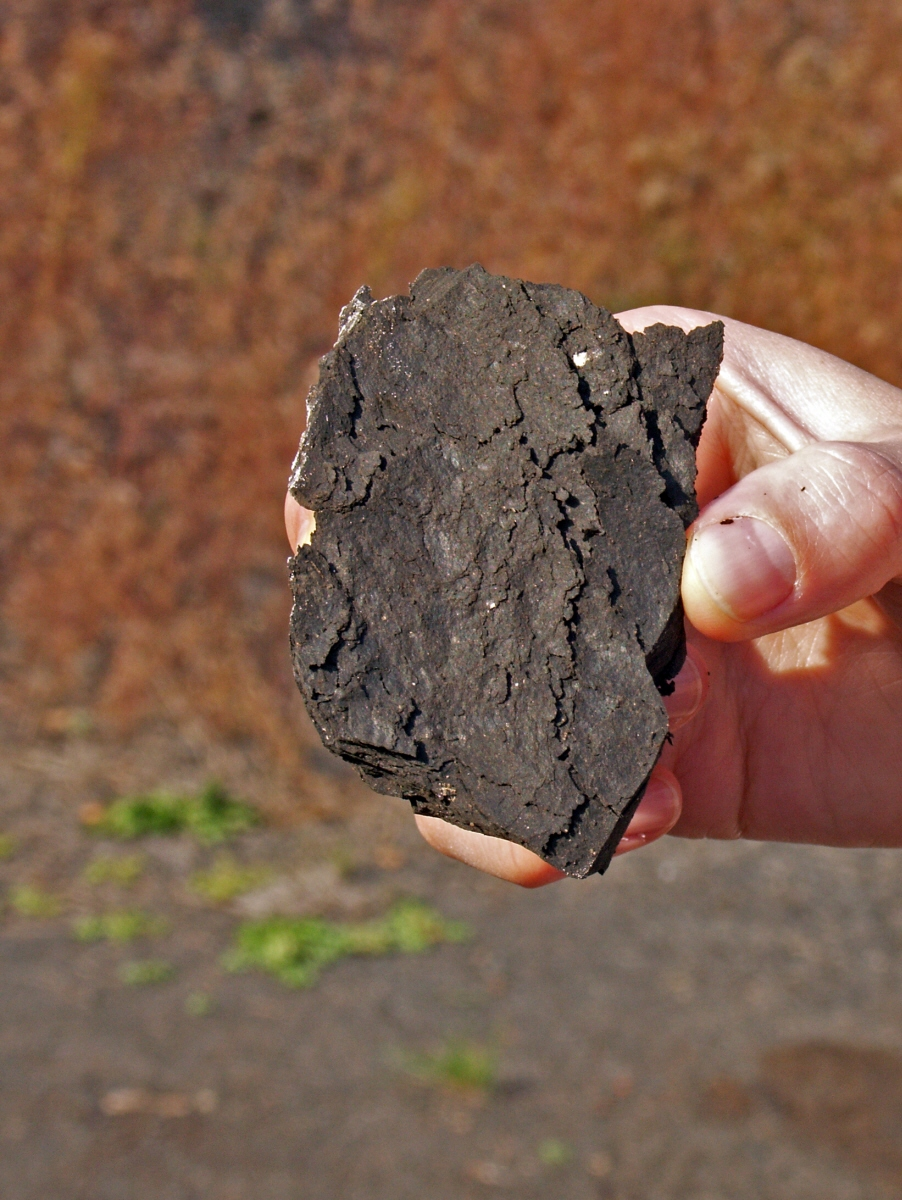
Pissarra bituminosa